# Calamoncosis tuberculifera
Calamoncosis tuberculifera är en tvåvingeart som beskrevs av Nartshuk 1971. Calamoncosis tuberculifera ingår i släktet Calamoncosis och familjen fritflugor. Inga underarter finns listade i Catalogue of Life.